# 877 př. n. l.

## Události
- Vojska Asýrie poprvé dosáhla břehů Středozemního moře.